# Johannes Lieff

Lieff als Göttinger Braunschweiger, 1899

Johannes Lieff (* 9. Mai 1879 in Braunschweig; † 17. Juli 1955 ebenda) war ein deutscher Richter und Politiker. Er war von 1924 bis 1927 Braunschweigischer Innenminister, von 1931 bis 1937 Polizeipräsident in Braunschweig und von 1938 bis 1945 Präsident des Braunschweigischen Verwaltungsgerichtshofs.

## Leben
Der Sohn eines Oberkonsistorialrates besuchte die Große Schule in Wolfenbüttel. Er studierte von 1898 bis 1901 an der Georg-August-Universität Göttingen Rechtswissenschaft. 1898 wurde er im Corps Brunsviga Göttingen recipiert. Als Inaktiver wechselte er an die Friedrich-Wilhelm-Universität zu Berlin. Er arbeitete am Wolfenbütteler Amtsgericht und schloss 1905 sein Assessorexamen ab. Es folgte 1906 eine neunjährige Tätigkeit bei der Polizeidirektion in Braunschweig, wo er Regierungsrat und stellvertretender Polizeipräsident war. Im Jahre 1922 wurde er juristischer Referent der Polizeidirektion.
Im Kabinett des Ministerpräsidenten Marquordt (DVP) war er vom 24. Dezember 1924 bis 14. Dezember 1927 parteiloser Innenminister. Vom 1. November 1931 bis 27. Dezember 1937 war Lieff Braunschweiger Polizeipräsident. Ein erster Antrag auf Aufnahme in die NSDAP zum 1. Mai 1933 wurde abgelehnt, zum 1. August 1935 trat er dann in die Partei ein (Mitgliedsnummer 3.696.189). Der braunschweigische Ministerpräsident Dietrich Klagges hielt Lieff als Polizeipräsidenten laut Eintragung in seiner Personalakte für nicht mehr beweglich genug, so dass er versetzt und am 27. Januar 1938 zum Präsidenten des Verwaltungsgerichtshofes ernannt wurde. Kurz darauf wurde er zugleich Vorsitzender des Oberversicherungsamtes Braunschweig. Von 1942 bis April 1945 war er gleichzeitig Leiter des Referats für Ernährung und Landwirtschaft und für Recht im Staatsministerium.